# Resultados do Carnaval de Campo Grande em 2015
Os resultados do Carnaval de Campo Grande em 2015. A Igrejinha foi a campeã com o enredo Tia Eva – lutas, crenças e sonhos.

## Grupo Especial
| Posição | Escola                  | Pontos | Nota      | Ref.        |
| ------- | ----------------------- | ------ | --------- | ----------- |
| 1º      | Igrejinha               | 267,5  |           | [ 1 ] [ 2 ] |
| 2º      | Unidos da Vila Carvalho | 261    |           | [ 2 ]       |
| 3º      | Deixa Falar             | 250    |           | [ 2 ]       |
| 4º      | Catedráticos do Samba   | 239,5  |           | [ 2 ]       |
| 5º      | Unidos do Cruzeiro      | 238    |           | [ 2 ]       |
| 6º      | Cinderela Tradição      | 233    | Rebaixada | [ 2 ]       |
| 7º      | Unidos do Aero Rancho   | 222    | Rebaixada | [ 2 ]       |

## Grupo de acesso
| Posição | Escola                  | Nota | Ref.  |
| ------- | ----------------------- | --- | ----- |
| 1º      | Unidos do São Francisco | Única do grupo, não cumpriu a meta estipulada pela LIENCA de atingir 80% de pontuação em cinco quesitos. | [ 1 ] |